# Вера Аткинс
Вера Меј Аткинс (16. јун 1908 − 24. јун 2000) била је британска обавештајна службеница рођена у Румунији која је радила у француском Одељењу Управе за специјалне операције (СОЕ) од 1941. до 1945. током Другог светског рата.
На почетку рата Аткинсова је била део британског тима који је евакуисао пољске дешифранте кода Енигме са њиховом реконструисаном репликом машина Енигма преко границе у њену родну Румунију, одакле су одлазили у Француску и Британију како би подучавали западне савезнике криптоанализама Енигме.

## Младост
Аткинсова је рођена као Вера Марија Розенберг у Галацу, у Румунији, од Макса Розенберга († 1932), оца Немца-Јевреја, и његове супруге Британке-Јеврејке Зефро Хилде, познате као Хилда († 1947).  Имала је четворо браће.
Аткинсова је накратко похађала Сорбону у Паризу да би изучавала савремене језике и завршну школу у Лозани, где се предала својој страсти према скијању, пре него што је отишла на секретарски колеџ у Лондону. Њен отац, богати бизнисмен у делти Дунава, банкротирао је 1932. и умро годину дана касније. Аткинсова је остала са мајком у Румунији до емиграције у Британију 1937. године, што је уследило као одговор на претећу политичку ситуацију у Европи.
Током своје релативно златне младости у Румунији, где је живела на великом имању које је њен отац купио у месту Красна (сада у Украјини), Аткинсова је уживала у космополитском друштву у Букурешту где се зближила са анти-нацистичким немачким амбасадором Фридрихом Вернером фон дер Шуленбургом (погубљен након јулске завере 1944.). Касније се Аткинсова спријатељила са младим британским пилотом Диком Кетон-Кремером, кога је упознала у Египту и са којим је можда била на кратко верена. Убијен је у акцији у битки на Криту 23. маја 1941. Аткинсова се никада није удавала и живела је у стану са мајком док је радила за СОЕ и све до 1947. када је мајка Хилда умрла.
Док је била у Румунији, Аткинсова је упознала неколико дипломата који су били припадници британске обавештајне службе, од којих су неки касније подржали њен захтев за британским држављанством, а којима је, с обзиром на снажне про-британске ставове своје и своје породице, можда пружала информације. Аткинсова је такође радила као преводилац и представник нафтне компаније.
Презиме „Аткинс“ било је девојачко презиме њене мајке и само по себи англицизирана верзија оригиналног „Еткинс“, које је прихватила као своје. Била је рођака Рудолфа Врбе.
Аткинсову је пре рата регрутовао канадски шпијун Вилијам Стивенсон из Британске безбедносне координације. Послао ју је у мисије за утврђивање чињеница широм Европе како би Винстона Черчила (тада у „политичкој дивљини“) опскрбио обавештајним подацима о растућој претњи нацистичке Немачке.

## Прве мисије Другог светског рата
Пољски биро за шифрирање разбио је немачке Енигма кодове из 1932. године, користећи реплику, чији су примерак предали својим британским и француским савезницима у лето 1939. Прва мисија Аткинсове била је да се пољски разбијачи шифри Гвидо Лангер, Марјан Рејевски, Јиржи Розицки и Хенрик Зигалски изведу из земље са својом репликом Енигма машине. Била је члан британске војне мисије (ММ-4), заједно са Колином Габинсом, који је у Пољску стигао представљајући се као цивил уз помоћ пилота пољске авио-линије ЛОТ преко Грчке и Румуније, шест дана пре избијања рата.
Мисија је успоставила контакт са разбијачима кодова и побегла са њима када је Пољску септембра 1939. напала Немачка. Пољаци су одведени преко границе у Румунију, у то време неутралну земљу, у којој су неки од њих интернирани. Аткинсова је организовала њихово пуштање и даље путовање у западну Европу како би своје технике дешифровања пренели Французима и Британцима, који још увек нису могли да дешифрују немачке поруке.
У пролеће 1940. године, пре уласка у СОЕ, Аткинсова је путовала у Ниске земље да обезбеди новац за мито Абвер официру, Хансу Филију, за издавање пасоша за рођака, Фрица, да побегне из Румуније. Аткинсова је била у Холандији када су је Немци напали 10. маја 1940, и, након што се сакрила, могла је да се врати у Британију крајем 1940, уз помоћ белгијске мреже отпора. Аткинсова је ову епизоду држала у тајности целог свог живота, а на видело је изашла тек након њене смрти када је њен биограф, Сара Хелм, пронашла неке ожалошћене на Вериној сахрани.
Вера Аткинс је добровољно радила као управник Мера предострожности ваздушног напада у Челсију у периоду пре рада за СОЕ. За то време живела је у кући Нел Гвин у Слоун авенији у Челсију.

## Извршни директор за специјалне операције (СОЕ)
Иако није била британски држављанин, у фебруару 1941. Аткинсова се придружила француском одељењу СОЕ као секретар. Убрзо је постављена за помоћницу шефа одсека пуковника Мориса Бакмастера и постала је фактички обавештајни официр. Аткинсова је била цивил до августа 1944. године, када је добила службу летачког официра у Женском помоћном ваздухопловству (WAAF). У фебруару 1944. натурализована је као британски поданик. Она је касније именована за обавештајног официра Ф одељења.
Примарна улога Вере Аткинс у СОЕ била је регрутовање и распоређивање британских агената у окупираној Француској. Такође је била одговорна за 37 агенткиња СОЕ које су радиле као курири и оператери за различите кругове које је успоставила СОЕ. Аткинсова се бринула за "одржавање домаћинства" везано за агенте, попут провере њихове одеће и папира како би били сигурни да су прикладни за мисију, делујући као веза СОЕ са њиховим породицама и обезбеђујући им плату. Аткинсова је често пратила агенте на аеродроме са којих би полазили за Француску и вршила последње безбедносне провере.
Аткинсова је увек присуствовала дневном састанку шефова одељења којима је председавао Бакмастер, и често би остајала до касно у ноћ у сали да би чекала декодиране информације које су агенти слали са терена. Обично би долазила у канцеларију у улици Бејкер у одељење Ф око 10.00. Иако није била популарна код многих својих колега, Аткинсова је уживала поверење Бакмастера због интегритета, изузетног памћења и добрих организационих способности. Обично се облачила у шивена сукња-одела. Била је пушач током целог живота, волела је бренд „Сениор Сервис“.

## Потрага за несталим агентима Ф секције
Након ослобођења Француске и савезничке победе у Европи, Аткинсова је отишла у Француску, а касније, на само четири дана, у Немачку, где је била одлучна да открије судбину педесет и једног агента Ф секције, од 118 који су нестали на непријатељској територији (од којих је за 117 требало да потврди да су умрли у немачком заробљеништву). Првобитно је добила мало подршке и нешто противљења у Влади, али како су се откривале страхоте нацистичких злочина, а популарност захтева за суђењима за ратне злочине расла, одлучено је да се пружи званична подршка Аткинсовој потрази да сазна шта се догодило са британским агентима и да се приведу правди они који су починили злочине против њих.
Крајем 1945. СОЕ је ликвидиран, али у јануару 1946. Аткинсова, сада финансирана од Тајне обавештајне службе (М16), стигала је у Немачку као ново унапређени официр ескадриле у Женском помоћном ваздухопловству да започне потрагу за несталим агентима, укључујући 14 жена.
До повратка у Британију у октобру 1946, Аткинсова је тражила нестале агенте СОЕ и друге из обавештајне службе, који су нестали иза непријатељских линија, спроводила испитивања нациста осумњичених за ратне злочине, укључујући Рудолфа Хеса, бившег команданта логора Аушвиц и сведочила је као сведок оптужбе на наредним суђењима. У новембру 1946, њена комисија је проширена како би се могла вратити у Немачку да помогне тужилаштву у суђењу Равенсбрику које је било у јануару 1947. Искористила је ову прилику да доврши потрагу за Нур Инајат Кан, за коју је сазнала да је умрла у Дахау.
Поред тражења 117 од 118 несталих агената секције Ф, Аткинсова је утврдила и околности смрти свих 14 жена, од којих је дванаест страдало у концентрационим логорима. Аткинсова је такође убедила Ратни уред да се дванаест жена, технички сматраних цивилима, које су погубљене, не третирају као умрле у затвору, као што је првобитно предвиђено, већ су евидентиране као убијене у акцији.
Њени напори у потрази за несталим женама значили су не само да је свака сада имала дефинисано место смрти, већ је детаљно описана њихова храброст пре и после заробљавања, а такође је помогла да се обезбеди да свака од њих добије званично признање британске владе, укључујући постхумну доделу Џорџовог Крста Виолети Сабо 1946, и Нур Инајат Кан 1949.

## После Другог светског рата
Аткинсова је демобилисана 1947, и иако је номинована за МБЕ (Member of the Most Excellent Order of the British Empire), није награђена овим одликовањем.
Аткинсова је отишла да ради за УНЕСКО-в Централни биро за образовне посете и размене, као менаџер од 1948, и директор од 1952. Превремено се пензионисала 1961. године и повукла се у Винчелси у Источном Сасексу.
Аткинсова је 1950. године била саветник за филм Одет, о Одет Сансом (тада супругом Питера Черчила), а 1958. за филм Урежи њено име с поносом, заснован на истоименој биографији Виолете Сабо.

## Почасти и одликовања
Аткинсова је именован за ЦБЕ (Commander of the Most Excellent Order of the British Empire) 1997. године у част рођендана. Награђена је Ратним крстом 1948. године, а француска влада је 1995. године одликовала орденом Легије части.

## Смрт
Аткинсова је умрла у болници у Хејстингсу 24. јуна 2000. године, у 92. години. Била је у старачком дому опорављајући се од тегоба на кожи када је пала и сломила кук. Аткинсова је примљена у болницу у којој је добила МРСА.
Њена спомен-плоча, коју дели са братом Гајем, налази се у северном зиду у дворишту цркве Свете Сенаре у Зенору, Корнвол, где је њен пепео био расут. Натпис гласи „Вера Меј Аткинс, ЦБЕ Легија части, Ратни крст“.

## Цитати
1. ↑  The Independent 2003.
2. ↑  Stevenson 2006, стр. 2.
3. ↑  Helm 2005, стр. 135, 147–48.
4. ↑  Helm 2005, стр. 162–65.
5. ↑  Helm 2005, стр. 179–80, 354–55 (re his will and bequest of £500 to Atkins).
6. ↑  Helm 2005, стр. 171–74.
7. ↑  Stevenson 2006, стр. 3.
8. 1 2  Stevenson 2006.
9. ↑  Helm 2005, стр. 388–410.
10. ↑  Helm 2005, стр. xviii–xx, 183.4.
11. ↑  Helm 2005, стр. 87.
12. ↑  Helm 2005, стр. 201.
13. ↑  Helm 2005, стр. 223–24.
14. ↑  Helm 2005, стр. 349–50.
15. ↑  Helm 2005, стр. xx.